# Liebknecht-Kette
Die Liebknecht-Kette (russisch Хребет Карла Либкнехта Chrebet Karla Libknechta, englisch Liebknecht Range) ist ein 16 km langer Gebirgszug im ostantarktischenKönigin-Maud-Land. Er bildet den südwestlichen Strang des Alexander-von-Humboldt-Gebirges im Wohlthatmassiv.
Entdeckt und verzeichnet wurde er anhand von Luftaufnahmen der Deutschen Antarktischen Expedition (1938–1939) unter der Leitung Alfred Ritschers. Eine geodätische Vermessung nahmen Teilnehmer der Sechsten Sowjetischen Antarktisexpedition (1960–1962) vor und benannten den Gebirgszug nach dem deutschen linksrevolutionären Politiker Karl Liebknecht (1871–1919).